# Пища в религии
Религиозные конфессии и разные их течения предписывают собственные правила питания, включающие ограничения на употребление тех или иных пищевых продуктов и напитков.

## Христианство
В христианстве употребление идоложертвенного категорически возбраняется, а нарушение этого запрета влечет за собой суровые канонические наказания. Например, правила Поместного Анкирского Собора (4-9) накладывают на христиан, употреблявших в пищу идоложертвенное, наказание в форме отлучения от церковного общения сроком от одного года до семи лет, в зависимости от тяжести их вины и многократности преступления.
Во время поста (т. н. телесного поста), в зависимости от его степени строгости, воспрещается употребление: мяса и молочных продуктов, рыбы (в определенные дни), яиц.
В христианстве запрещены к употреблению в пищу кровь животных; мертвечина, удавленина и звероядина.

### Свидетели Иеговы
Считается неприемлемым принятие внутрь пищу и медикаменты, содержащие компоненты крови.
После Потопа Иегова разрешил Ною и его сыновьям есть мясо животных, но строго запретил им есть кровь (Бт 9:1, 3, 4). Это повеление Бога касалось не только Ноя и его домашних, но и всех будущих поколений людей, поскольку все они — потомки членов семьи Ноя.

## Ислам
В Коране еда упоминается как доказательство совершенства Божьего творения.
В Коране есть явный запрет на свинину,
кровь,
мясо животных, которые умерли своей смертью (мертвечину),
мясо животных, которые были забиты не с именем Бога.
В исламе халяльные птицы должны быть покрыты перьями и не должны быть хищными (это следует из запрета к употреблению неводных хищников). Запрещается употреблять в пищу мясо, отрезанное от живого животного.
У шиитов запреты такие же, как и в иудаизме, за исключением того, что шиитам разрешается употреблять в пищу креветок.  Любая рыба без чешуи шиитам запрещена к употреблению.
По мнению Исламского Совета Юриспруденции, продукты, полученные из ГМ-семян, халяльны.
Вину посвящена антология «Категории сравнений о заре радости» багдадского халифа и выдающегося арабского поэта IX—X веков Ибн аль-Мутазза.

## Иудаизм
В иудаизме пригодность той или иной пищи к приёму (кошерность) определяется системой ритуальных правил, определяющих соответствие чего-либо требованиям Галахи, еврейского Закона. В основе законов кашрута лежат заповеди Торы, а также дополнительные правила, установленные еврейскими религиозными авторитетами. Запрещено употреблять в пищу: свинину, конину и ослятину, верблюжатину, зайчатину и крольчатину, слонину и некоторые другие разновидности мяса. Запретны для иудеев практически все морепродукты, кроме рыбы, имеющей чешую и плавники (соответственно, запрещено употребление, напр., осетрины, зеркального карпа, сома и т.п., равно как и миног, любых моллюсков и ракообразных).
Законы иудаизма запрещают употреблять в пищу мясо, отрезанное от живого животного, однако этот запрет касается лишь наземных животных и птиц, а рыбу (которую не требуется забивать, соблюдая обряд) в принципе можно есть живой. Очень строго соблюдается запрет на смешение либо взаимодействие при готовке и употреблении мяса (включая птицу) и молока и их производных.
Мёд считается кошерной пищей, хотя пчёлы таковыми не признаются (это яркий пример того, что продукт нечистого животного признается чистым и годным к употреблению; в Талмуде объяснение этому такое: создают мёд цветы, а пчёлы являются лишь хранилищем для него).
В соответствии с заключением иудаистского Ортодоксального Союза, генетические модификации не влияют на кошерность продукта.

## Индуизм
Из уважения к другим живым существам, многие индуисты придерживаются вегетарианской диеты. Вегетарианство является одним из важных аспектов индуизма — оно рассматривается как одно из средств достижения саттвического (чистого, благостного) образа жизни.
Наиболее ортодоксальные индуисты также не употребляют в пищу лук и чеснок, которые рассматриваются как продукты, относящиеся к низшим качествам или гунам материальной природы — раджасу и тамасу. 

В 17-й главе «Бхагавад-гиты» говорится, что пищу можно подразделить на три категории, в зависимости от гун природы:
17.8. Яства, которые увеличивают продолжительность жизни, истовость, силу, здоровье, радость, удовольствие, вкусные, сочные, питательные, приятные, — нравятся истовому (человеку саттвы).
17.9. Горькие, кислые, соленые, перегретые, острые, грубые, жгучие яства желанны страстному (человеку раджаса), страдания, горести и недуги причиняющие.
17.10. Испортившаяся, безвкусная, вонючая, выдохшаяся — даже отбросы и нечистоты — такая пища нравится косному (человеку тамаса).

## Даосизм
Большинство даосских школ придерживается мнения о значительной важности питания для физического, умственного и духовного здоровья.
Часто последователям учения предписывается вегетарианство, некоторые направления разрешают употребление вина и мяса, за исключением определенных дней поста.
Существуют практики поста или голодания бигу (буквально «исключающих злаки»), основанных на веровании в то, что таким образом можно достичь бессмертия.